# 野田卯太郎
野田卯太郎（1853年12月21日—1927年2月23日）是一位日本企业家，政治家。曾担任众议院议员、递信大臣、商工大臣。

## 生平

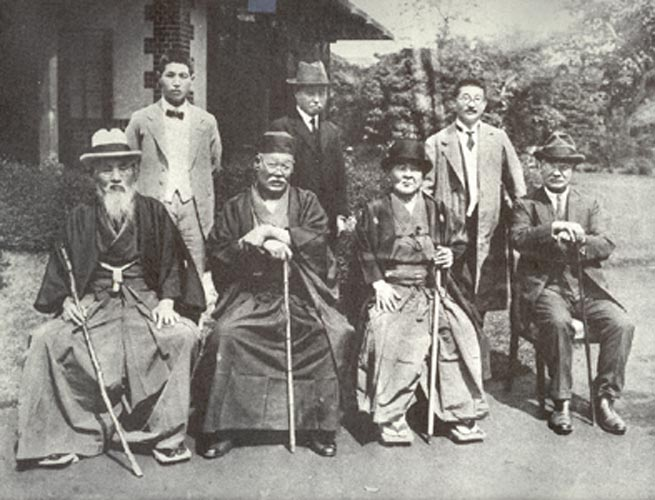
国士馆合照頭山滿、野田卯太郎、涩泽荣一、德富苏峰、花田半助、渡边海旭、柴田德次郎

1853年出生于筑後国三池郡岩津村，因参与自由民权运动当选福冈县会议员。1898年3月当选众议院议员。1918年当选递信大臣。1925年当选商工大臣，1924年6月当选立宪政友会副总裁。东洋拓殖副总裁。
1927年2月23日去世，享年73岁。

## 荣誉
位階
- 1927年（昭和2年）2月23日 - 正三位[4]

勋章等
- 1920年（大正9年）9月7日 - 勳一等旭日大綬章[5]
- 1921年（大正10年）7月1日 - 第一回国勢調査記念章[6]
- 1927年（昭和2年）2月23日 - 帝都復興記念章[7]